# Tabulkový procesor

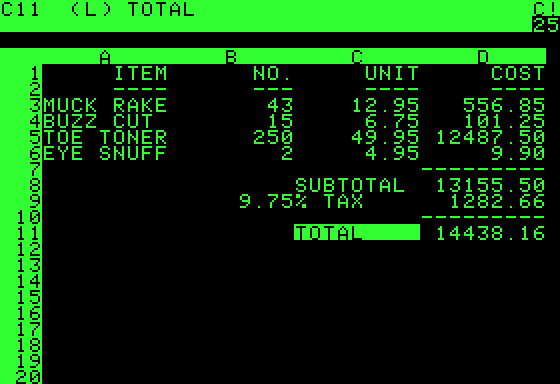
VisiCalc – první tabulkový procesor.

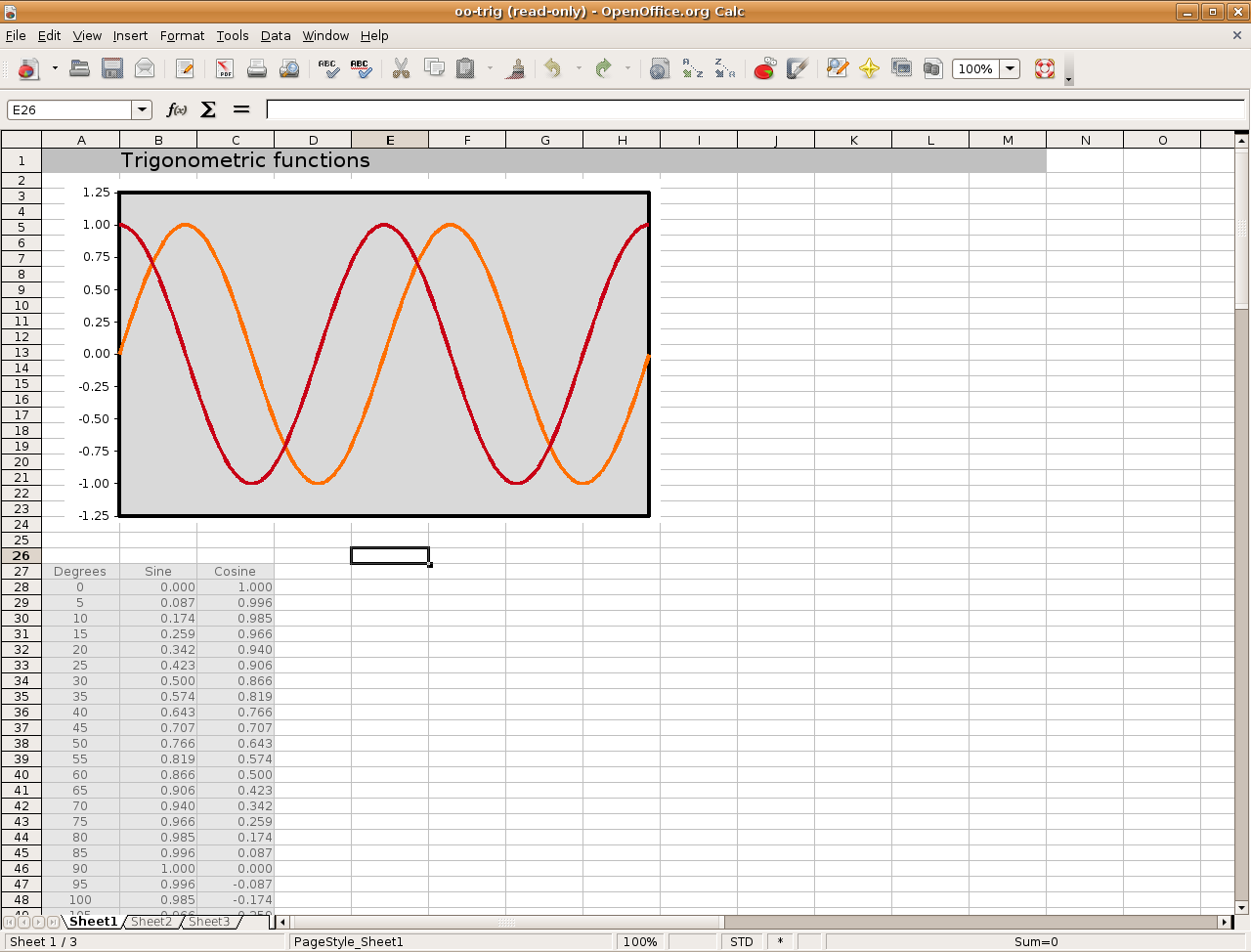
OpenOffice Calc – soudobý tabulkový procesor.

Tabulkový procesor (anglicky spreadsheet) je program zpracovávající informace zapsané na virtuálním listu, archu. V jednotlivých pozicích čili buňkách mohou být uložena data jako konstanty nebo jako vzorce. Na místě každého vzorce se zobrazuje na listu jeho výsledek. Dnes jsou integrovány do kancelářských balíků. Zprvu byl tabulkový procesor využíván zejména ve finančnictví, proto byly první verze vybaveny především funkcemi vhodnými na finanční výpočty, dnes ho však jde využít k širokému množství výpočtů a jiných zpracování dat.
V současné době je nejpoužívanější Microsoft Excel pro Microsoft Windows a Mac OS[zdroj?]. Na ostatních operačních systémech je LibreOffice Calc nebo OpenOffice.org Calc, který proniká i na Microsoft Windows.
Před rozšířením tabulkových procesorů, když programátorské jazyky umožnily tvoření tisknutelných sestav, to vedlo ke snaze o efektivnější organizaci a reprezentaci dat. První tabulkové procesory data přepočítávaly v pořadí určeném jejich pozicí v tabulce, ale později se přešlo na reprezentaci v grafu závislosti, kde jednotlivé obsazené buňky tvoří uzly a hrany jsou odkazy na jiné buňky zmíněné ve vzorci. Takto se při změně hodnoty buňky mohou přepočítávat jen buňky změnou ovlivněné, ne nutně všechny buňky.
Síla tabulkových procesorů spočívá také v tom, že lidé se lépe orientují v prostorových vazbách obdobných zápisům na papíru, než v dlouhém programu pro zpracování po krocích [zdroj?].

## Historie
Myšlenka elektronického zpracování tabulek byla poprvé načrtnuta v „Budgeting Models and System Simulation“ od Richarda Mattessicha.[kdy?] Samotný předobraz tabulkových procesorů je ale mnohem starší, nalezneme jej v účetnictví (viz Historie účetnictví). Část zásluhy na vzniku tabulkových procesorů lze přičíst i pánům Rene Pardo a Remy Landau s programem LANPAR, kteří podali patent (U.S. Patent číslo 4 398 249) na některé algoritmy v roce 1970. Patent byl odmítnut, ale následná žaloba byla uznána, čímž byl dán základ k softwarovým patentům. Samotný vynález tabulkového procesoru ale náleží Danu Bricklinovi. Legenda říká, že Bricklin sledoval svého univerzitního profesora na Harvard Business School, jak dělá tabulku výsledků výpočtu na tabuli. Když chtěl profesor opravit chybu nebo změnit parametr, musel mazat a přepisovat množství následných záznamů v tabulce. Bricklina to dovedlo k myšlence replikovat proces na počítači za použití hodnot z tabule ke zobrazování výsledků níže postavených vzorců. Proto napsal v roce 1979 VisiCalc.
V první polovině 80. let byl nejrozšířenějším tabulkovým procesorem Lotus 1-2-3. Z mnoha jeho konkurentů se jako nejúspěšnější ukázal Microsoft Excel. Ten slavil úspěchy se svým grafickým uživatelským rozhraním a využitím myši nejprve na počítačích Macintosh (od roku 1985), pak i na IBM PC s Microsoft Windows.
Od počátku 21. století je kladen mnohem větší důraz na vzhled. Tabulkové procesory začínají měnit svou podobu (Excel 2002 > 2003 > 2007; IBM Lotus Symphony Spreadsheets; OpenOffice.org Calc 1.x > 2.x > 3.x; ...) nejen změnou ikon a barevnými přechody, v některých případech dochází k použití nového rozvržení panelů (Excel 2007; Corel Home Office Calculate 2010; ...) označovaného pojmem Ribbon. Uživatelé ne vždy touží po novinkách a někteří se vracejí ke klasickému rozvržení za použití doplňků.

## Překlady pojmu spreadsheet
Spreadsheet je překládán různě: tabulkový procesor, tabulkový kalkulátor, tabulkový editor. Pojmy editor a procesor jsou odvozeny od textového editoru a textového procesoru. Tabulkový editor by dle uvedeného přirovnání měl by být jednodušší a starší, než tabulkový procesor. Do skupiny tabulkový editor jsou zařazovány první tabulkové kalkulátory. Někteří uživatelé pro anglický pojem spreadsheet volí pouze pojem tabulkový procesor, jiní pouze tabulkový kalkulátor. Tabulkový editor je jako ekvivalent k pojmu spreadsheet používán minimálně.

## Dělení tabulkových procesorů
Tabulkové procesory lze dělit různě, dle mnoha kritérií (dle licence; dle prostředí; ...). Nejznámější je dělení na ONLINE a OFFLINE

### Offline x Online
Offline tabulkové procesory jsou vývojově starší, historicky první její zástupci chybně označovány jako tabulkové editory. Mezi offline tabulkové procesory lze přiřadit například dnes již historický Calc602. Jak samotný název napovídá, k provozu offline tabulkových procesorů není nutné připojení k internetu.
S nástupem Web 2.0 služeb se v poslední době objevila celá řada online kancelářských balíků, jejichž součástí jsou i tabulkové procesory, které se svými možnostmi vyrovnají desktopovým aplikacím o generaci starším.[zdroj?]
Existuje ještě mezistupeň označovaný pojmem Hybridní.

### Formát zápisu funkcí
Tabulkové procesory se zápisem funkce, kde na jejím začátku je znak "rovnítko": =SUM(A1:C3)
- Microsoft Excel
- OpenOffice.org Calc

Tabulkové procesory se zápisem funkce, kde na jejím začátku je znak "zavináč": @SUM(A1..C3)
- Quattro Pro
- Lotus 1-2-3

### Historické x Dnešní
Historické (vývoj ukončen)
- VisiCalc (dodnes stáhnutelný na http://www.bricklin.com/history/vcexecutable.htm)
- Multiplan
- Lotus 1-2-3
- Lotus Improv
- Calc602
- SuperCalc
- 602Tab z 602PC Suite

Dnešní (vývoj nebyl dosud ukončen, vznikají nové verze)
- Microsoft Excel
- Quattro Pro
- Gnumeric
- KSpread
- OpenOffice.org Calc
- LibreOffice Calc
- Numbers